# 371
| 371                |
| ------------------ |
| Dødsfald - Fødsler |
|                    |

| Gregoriansk kalender | 371 CCCLXXI             |
| Ab urbe condita      | 1124                    |
| Armensk kalender     | I/T                     |
| Kinesiske kalender   | 3067 – 3068 庚午 – 辛未 |
| Etiopisk kalender    | 363 – 364               |
| Jødisk kalender      | 4131 – 4132             |
| Hindukalendere       |                         |
| - Vikram Samvat      | 426 – 427               |
| - Shaka Samvat       | 293 – 294               |
| - Kali Yuga          | 3472 – 3473             |
| Iransk kalender      | 251 BP – 250 BP         |
| Islamisk kalender    | 259 BH – 258 BH         |

Se også 371 (tal)

## Begivenheder
- 10. november - dagen for mortensaften. I mange danske hjem spises andesteg, selvom legenden siger, at det var gæs, der røbede Sankt Mortens gemmested i 371. Han ville ikke udnævnes til biskop og gemte sig i en gåsesti